# 永靖県
永靖県（えいせい-けん）は中華人民共和国甘粛省臨夏回族自治州に位置する県。県人民政府の所在地は劉家峡鎮。

## 行政区画
10鎮、7郷を管轄：
- 鎮：劉家峡鎮、塩鍋峡鎮、太極鎮、西河鎮、三塬鎮、峴塬鎮、陳井鎮、川城鎮、王台鎮、紅泉鎮
- 郷：関山郷、徐頂郷、三条峴郷、坪溝郷、新寺郷、小嶺郷、楊塔郷

## 交通

### 道路
- 国道
  - G213国道
  - G309国道